# Dalbergia dalzielii
Dalbergia dalzielii är en ärtväxtart som beskrevs av John Hutchinson och John McEwan Dalziel. Dalbergia dalzielii ingår i släktet Dalbergia, och familjen ärtväxter. Inga underarter finns listade i Catalogue of Life.